# Bangsamoro
Bangsamoro è una regione storica delle Filippine composta da una popolazione prevalentemente musulmana.
L'accordo di pace tra Governo filippino ed il Fronte di Liberazione Islamico Moro (MILF) del 2012 ha previsto la costituzione della regione come regione autonoma delle Filippine.

## Geografia fisica

### Territorio
L'accordo di pace prevede che il territorio sia costituito da:
- attuale Regione Autonoma nel Mindanao Musulmano (ARMM)
- municipalità di Baloi, Munai,	Nunungan, Pantar, Tagoloan e Tangkal
- i barangays nelle municipalità di Kabacan, Carmen, Aleosan, Pigkawayan, Pikit, e Midsayap che hanno votato per l'annessione all'ARMM nel 2001
- città di Cotabato e Isabela
- tutti i territori che su richiesta del 10% della popolazione, tramite un referendum approvi l'annessione alla nuova regione, due mesi prima dell'adesione della Legge fondamentale del Bangsamoro

## Governo fino al 2016
- Commissione di transizione
- Autorità di transizione del Bangsamoro